# Шибарі

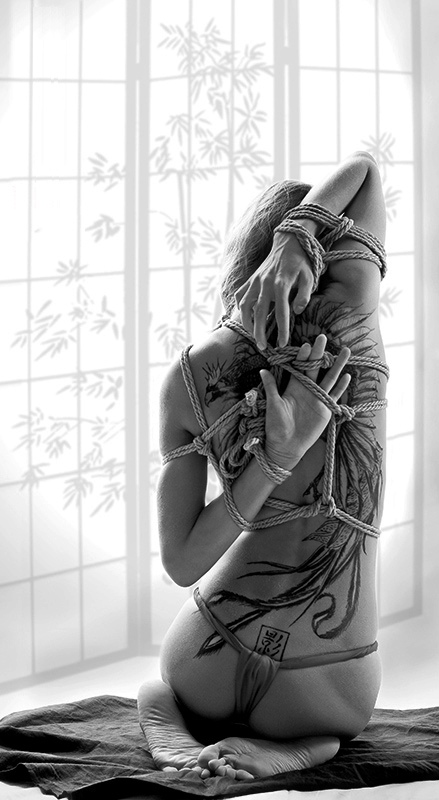
Обв'язка шибарі, виконана Nawashi Shadow

Шибарі (яп. 縛り) також кінбаку[джерело?] (яп. 緊縛) — японське мистецтво обмеження рухливості тіла людини за допомогою мотузок, визначене технічними та естетичними принципами. Практика вимагає дотримання физиологічної та психологічної технік безпеки, майстерності від наваші і довіри, вміння розслаблятися від моделі. Крім технічного аспекту шибарі має чуттєву, естетичну та еротичну складові. Звичайний інструмент для зв'язування - натуральна мотузка. Практика не має статевих обмежень.

## Історія
Шибарі, як техніка зв'язування історично сходить до технік бойового зв'язування ходзе-дзюцу, що виникли в Японії в XV–XVI століттях, проте як естетико-еротична практика шібарі сформувалося тільки до середини XX століття. До цього часу відноситься поява в післявоєнній Японії шоу в стилі театру Кабукі, які спеціалізувалися на естетичному зв'язуванні. Для постановок «театру шибарі» були характерні найвища складність обв'язок, що поєднується з успадкованою від Кабукі театральністю дійства. В сценічних уявленнях використовувалися як стародавні обв'язки, що збереглися у складі ходзе-дзюцу у ряді шкіл бойових мистецтв, так і розроблені відносно недавно і орієнтовані на показні виступи. У 21 сторіччі шибарі застосовується в еротико-естетичному мистецтві і як складова частина шібарі-шоу, а також є предком бондажу, який — в свою чергу — одна з основних складових БДСМ.
Зараз у багатьох країнах проходять фестивалі присвячені шибарі: Toubaku (Токіо, Японія), BondCon (Чикаго, США), BoundCon (Мюнхен, Німеччина), London Festival of the Art of Japanese Rope Bondage (Лондон, Велика Британія), RopeFest (Санкт-Петербург, Росія). Fetish Dance Party (Київ, Україна)

## Особливості
Для шибарі як різновиду бандажу характерні такі особливості:
- Підвищена естетичність обв'язок, орієнтування на візуальне сприйняття;
- При розробці і виконанні обв'язок особлива увага приділяється анатомічній будові об'єкта бандажу;
- Переважно використовується небольове зв'язування;
- В шибарі використовуються в основному мотузки;
- Здебільшого обв'язки шибарі відрізняються високою складністю, вимагають від виконавця особливих навичок і займають багато часу на виконання;
- Ряд обв'язок (особливо підвішування) вимагає від виконавця граничної обережності й уваги до партнера.

## Деякі обв'язки шибарі
- Карада — обв'язка торса у вигляді сітки.
- Кіккоу - боді-краватка, яка закінчується черепашачим панциром спереду у верхній частині тулуба.
- Шіндзю — обв'язка грудей, що нагадує мотузковий бюстгальтер.
- Ебі — спочатку використовувалося як тортури: характерна уклінна поза викликає болі в разі тривалого перебування.
- Хіші — обв'язка всього тіла з візерунком у формі ромбів, часто зустрічається в хентайних аніме та графіці. Коли форми ромбі взав'язується на всю довжину тіла, її іноді також називають хіші-кіккоу.
- Агура — менш жорстка прив'язка, схожа на ебі
- Тадзукі — "перехресна упряж"
- Танукі — "єнотовидний собака"
- Катааші цурі — "підвіска на одній нозі"
- Асиметричний бондаж — характерна риса японського бондажу

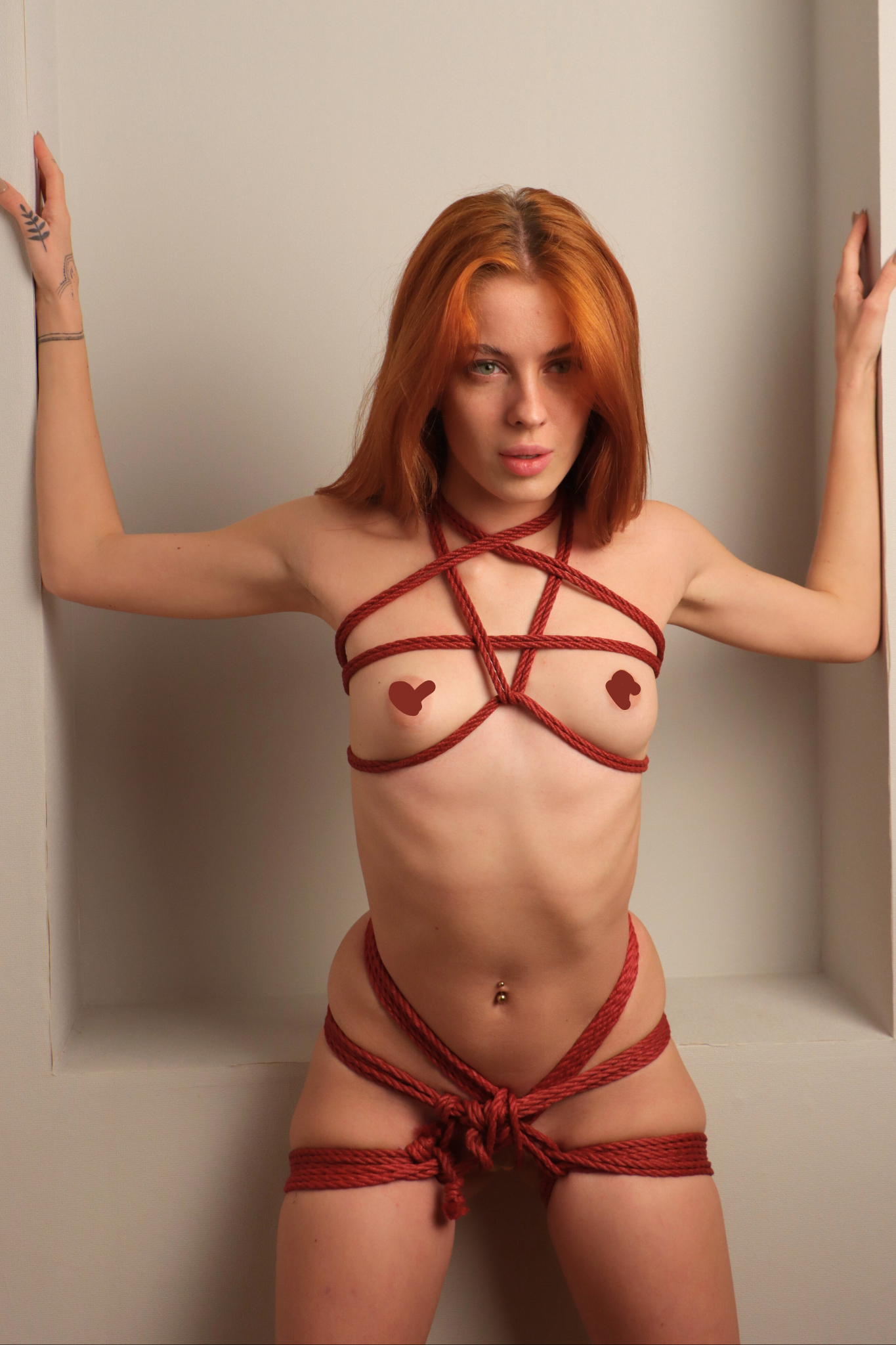
Модель у Шибарі, Кінбаку - Мджо

- Підвіска цурі
- Гяку ебі
- Ходзьодзюцу